# Der Sommer, in dem Hikaru starb
Der Sommer, in dem Hikaru starb (jap. 光が死んだ夏, Hikaru Ga Shinda Natsu) ist ein Manga von Mokumokuren. Er erschien erstmals im August 2021 im Magazin Young Ace Up. Ende November 2024 veröffentlichte Netflix einen Teaser zu einer Anime-Verfilmung.

## Handlung
Yoshiki und Hikaru sind seit jüngster Kindheit miteinander befreundet und gehen zusammen zur Schule in dem Dorf, in dem sie leben. Eines Tages verschwindet Hikaru jedoch plötzlich im nahegelegenen Wald und taucht erst nach einer Woche wieder auf, scheinbar unversehrt. Doch etwas stimmt nicht mit ihm, wie Yoshiki feststellt. Er wirkt anders. Schnell stellt sich heraus: Hikaru ist tot. Der Hikaru, der Yoshiki jetzt gegenübersteht, ist nicht der Echte. Und nachdem Hikaru wieder aufgetaucht ist, sterben im Dorf plötzlich Menschen.

## Veröffentlichung

### Manga
Der Manga erschien erstmals im August 2021 im Magazin Young Ace Up unter dem Künstlernamen Mokomokuren. Die Kapitel erschienen danach in bisher sieben Sammelbänden bei Kadokawa Shoten (Stand Juli 2025). Der erste Band wurde innerhalb der ersten drei Monate über 200.000 Mal verkauft. Bis zum Juni 2024 wurde über 2,3 Millionen Mal verkauft.
Altraverse lizenzierte den Manga für den deutschen Markt und veröffentlichte den ersten Band in deutscher Sprache am 23. Januar 2023. Zurzeit sind sechs Bände in deutscher Sprache erhältlich (Stand Juni 2025). Übersetzt wurden sie von Anemone Bauer. Außerdem erscheinen Übersetzungen ins Englische bei Yen Press, ins Spanische bei Milky Way Ediciones, ins Italienische bei J-Pop und ins Polnische bei Studio JG.

### Anime
Ende November 2024 veröffentlichte Netflix einen Teaser zu einer Anime-Verfilmung, die im Sommer 2025 in Japan Premiere feiern soll. Ein erster Trailer folgte dann am 22. März 2025. Der Anime wird von Studio CygamesPictures unter der Regie von Ryōhei Takeshita realisiert. Das Charakterdesign stammt von Yūichi Takahashi. Am 2. Juni 2025 folgte ein zweiter Trailer, der den 5. Juli 2025 als Starttermin des Anime nannte.